# Regionshospitalet Hammel Neurocenter
Regionshospitalet Hammel Neurocenter er et højtspecialiseret neurorehabiliteringshospital, der indgår i Hospitalsenhed Midt.
Hospitalet behandler patienter, der har fået en moderat eller svær hjerneskade som følge af f.eks. blodprop i hjernen, hjerneblødning, ulykke (traume) og andre sygdomme i centralnervesystemet.

## Historie
I 1894 fik Hammel sit første sygehus, fra starten med plads til 19 patienter, men der viste sig hurtigt behov for flere senge, og senere blev sygehuset udbygget i flere omgange.
I 1970 blev Hammel Sygehus lavet om til et "efterbehandlingshospital" med speciale i genoptræning. Ved samme lejlighed blev sygehuset omdøbt til Fysiurgisk Hospital. I 1998 skiftede sygehuset igen navn, denne gang til Hammel Neurocenter.

## Landsdelsfunktion
I 2000 blev Hammel Neurocenter – på baggrund af mange års erfaringer med genoptræning af hjerneskadede og som konsekvens af det politiske fokus på hjerneskadeområdet – udpeget til at varetage landsdelsfunktionen for neurorehabilitering af meget svært hjerneskadede børn, unge og voksne i Vestdanmark. Samtidig blev Hvidovre Hospital udpeget til at varetage den tilsvarende funktion for Østdanmark.
Navnet blev ændret til det nuværende 1. januar 2007 i forbindelse med strukturreformen og dannelsen af de nye regioner.

## Nedskæring i 2017
I juni 2017 besluttede hospitalsledelsen at indføre ansættelsesstop og lukke 4 af neurocentrets 59 højtspecialiserede sengepladser. Tre måneder senere viste det sig nødvendigt at lukke yderligere 4 sengepladser og opsige 40 medarbejdere – uden ansættelsesstoppet havde det været 75. Baggrunden for besparelserne var at Region Nordjylland og Region Syddanmark i det seneste år i knap så høj grad havde benyttet neurocentrets tilbud. Blandt andet visiterer de to regioner ikke så gamle patienter til neurocentret som
Region Midtjylland gør.

## Familiehus
Samtidig er man ved at opføre et "familiehus", som Trygfonden har doneret DKK 25,5 mio. til. Huset får 8 lejligheder og skal fungere som hjemlig base for forældre og søskende til alvorligt syge børn, der i lang tid er indlagt på neurocentret.